# Robert Weltsch
Robert Weltsch (20. června 1891 Praha – 22. prosince 1982 Jeruzalém) byl izraelský publicista, novinář a sionista původem z Prahy.

## Život
Narodil se v Praze jako syn advokáta Theodora Weltsche († 1922) do staré pražské židovské rodiny. Bojoval v první světové válce na straně císaře. Studoval na právnické fakultě Pražské německé univerzity a jako mnoho dalších pražských židovských studentů byl členem spolku Bar Kochba. Jeho bratranec Felix Weltsch vydával československý sionistický časopis Selbstwehr. Společně se přátelili s Franzem Kafkou a Maxem Brodem.
V letech 1919 až 1938 byl šéfredaktorem a spolumajitelem časopisu Jüdische Rundschau v Berlíně. Ve známost vešel několika otevřeně kritickými články proti Adolfu Hitlerovi. Věhlasu dosáhl jeho úvodní článek v Rundschau ze 4. dubna 1933 o dni bojkotu 1. dubna 1933: Tragt ihn mit Stolz, den gelben Fleck! (Noste hrdě tu žlutou skvrnu!).
V roce 1938 emigroval do Palestiny. V Jeruzalémě byl v letech 1939 až 1940 šéfredaktorem německojazyčného týdeníku Jüdische Welt-Rundschau. Po druhé světové válce odjel do Anglie, kde působil jako publicista různých sionisitických organizací, mj. pro Leo Baeck Institut v Londýně. Zároveň byl korespondentem izraelského deníku Ha'aretz.
Od roku 1978 žil v Izraeli, kde prožil poslední roky svého života. Byl pochován na hřbitově Har ha-Menuchot v Jeruzalémě.

## Spisy
- Zionistische Politik. Mährisch-Ostrau 1927 (společně s Hansem Kohnem).
- Ja-Sagen zum Judentum. 1933.
- Deutsches Judentum. Aufstieg und Krise. (14 monografií), 1963.